# Klaproth (cràter)

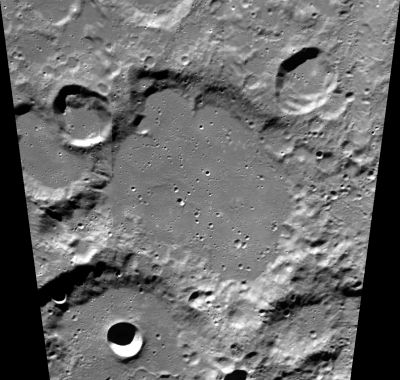
Fotografia de la missió Clementine (1994)

Klaproth és un vell cràter d'impacte que es troba a les accidentades terres altes del sud de la cara visible de la Lluna. A causa de la seva ubicació, aquest cràter apareix significativament en escorç quan es veu des de la Terra. El bord sud del cràter està cobert pel cràter de grandària similar Casatus, i al nord-nord-est es troba Blancanus.
La vora exterior de Klaproth ha estat profundament erosionada, incisa i remodelada per una llarga història d'impactes. La vora al nord i a l'est segueix sent relativament circular, però la vora original en la cara occidental ha estat coberta pels cràters satèl·lit Klaproth G i Klaproth H, i altres impactes. Al sud, el cràter Casatus interfereix significativament en el sòl interior. El sòl restant ha ressorgit per algun material en el passat, possiblement material ejectat fluid o lava, deixant una superfície anivellada i gairebé sense trets, marcada tan sols per una multitud de petits cràters. Si aquesta plana emmurallada alguna vegada va posseir un pic central, ja no existeix.
El cràter va ser nomenat en memòria de Martin Heinrich Klaproth, el químic alemany descobridor de l'urani.

## Cràters satèl·lit
Per convenció aquests elements són identificats en els mapes lunars posant la lletra en el costat del punt central del cràter que està més proper a Klaproth.
|          | \| Klaproth \| Coordenades \| Diàmetre \| \| -------- \| ------------------------------------ \| -------- \| \| A \| 68° 12′ S, 21° 36′ O / 68.2°S,21.6°O \| 30 km \| \| B \| 72° 00′ S, 24° 42′ O / 72.0°S,24.7°O \| 11 km \| \| C \| 69° 06′ S, 19° 30′ O / 69.1°S,19.5°O \| 8 km \| \| D \| 70° 12′ S, 20° 24′ O / 70.2°S,20.4°O \| 8 km \| \| G \| 68° 36′ S, 31° 12′ O / 68.6°S,31.2°O \| 30 km \| \| H \| 69° 24′ S, 33° 06′ O / 69.4°S,33.1°O \| 41 km \| \| L \| 70° 06′ S, 36° 30′ O / 70.1°S,36.5°O \| 11 km \| |          |
| Klaproth | Coordenades | Diàmetre |
| A        | 68° 12′ S, 21° 36′ O / 68.2°S,21.6°O | 30 km    |
| B        | 72° 00′ S, 24° 42′ O / 72.0°S,24.7°O | 11 km    |
| C        | 69° 06′ S, 19° 30′ O / 69.1°S,19.5°O | 8 km     |
| D        | 70° 12′ S, 20° 24′ O / 70.2°S,20.4°O | 8 km     |
| G        | 68° 36′ S, 31° 12′ O / 68.6°S,31.2°O | 30 km    |
| H        | 69° 24′ S, 33° 06′ O / 69.4°S,33.1°O | 41 km    |
| L        | 70° 06′ S, 36° 30′ O / 70.1°S,36.5°O | 11 km    |